# André Juin
André Juin (29 janvier 1885, Angoulême - 18 mars 1978, Saint-Michel) est un sculpteur français.

## Biographie
André Juin vint à Paris où il entra à l'École nationale supérieure des beaux-arts. Il y fut admis dans l'atelier d'Injalbert, comme Georges Mathey, avec lequel il se lia.
C'est probablement par l'intermédiaire de Roger Dévigne, comme lui originaire d'Angoulême, et son ami de longue date, qu'il connut le poète Bernard Marcotte, dont il illustra des contes, car André Juin était aussi peintre, et par ce dernier l'homme de lettres Paul Tuffrau.
Certaines de ses œuvres sont inspirés par le symbolisme (il admirait particulièrement Gustave Moreau), et dans l'esprit du mouvement Art déco.

## Quelques œuvres
- Buste de Pierre Émile Martin (1911)
- La douleur, modèle pour le monument aux morts de la guerre 1914-1918 de Pérignac (1923)
- Œdipe et Antigone (musée d'Angoulême)